# الخشل
الخُشَّلْ هو مركز سعودي يتبع محافظة الحرث، إحدى محافظات منطقة جازان جنوب غرب السعودية. وتحيط الجبال بالمركز من الشرق والشمال الشرقي ومن الغرب وادي الدحن؛ حيث يعد من أشهر متنزهات المحافظة، ويتبع المركز عدد من القرى.

## القرى التابعة
- أبو لحمة
- المقطابة
- أم القضب
- السلب
- وادي راشد
- جوف المصيدي
- البحار
- السودي
- السوده
- الكبشية
- المقلوع
- مخشوشة
- ابو امعصمه
- الركبة

## السكان
سكنت قبائل آل شراحيل مركز الخشل من بعد هجرتهم في ما قبل سنة ١٠٢٢هہ إلى ١٤٣٠هہ وخرجوا منها بأمر من الحكومة لانها تعتبر منطقة حدودية خطرة بين الجمهورية العربية اليمنيةوالمملكة العربية السعودية والآن يسكنون محافظة العارضة و جبل فيفاء وتعتبر الخشل خاليتاً من السكان إلى يومنا هذا

## وادي الدحن
يقع وادي الدحن بين قرية السلب (وهي قرية واقعة غرب مركز الخشل) والخشل، ويتميز بكثافة أشجاره، كما يعد متنفساً للقاطنين بقرى المركز أو الزائرين.